# Радьковка (Белгородская область)
Радьковка — село в Прохоровском районе Белгородской области, Россия. Административный центр Радьковского сельского поселения.

## История
Село Радьковка расположено вдоль реки Донецкая Сеймица, Прохоровского района. Свое начало оно берет со времен гетмана Украины Богдана Хмельницкого, присягнувшего в 1654 году на верность царю Руси. В 30-е годы XVII века началось переселение из Польши (Украина входила в то время в состав Польши) на земли Дикого поля, только начавшие осваиваться русским государством.
Началось возведение оборонительной линии - Белгородская черта, для отражения частых набегов крымских татар. Земли стали заселяться «служивыми людьми». Этих переселенцев называли «черкасами».
В 1650-60-х годах был сформирован Острогожский черкаский казачий полк, в состав которого входила и Корочанская казачья сотня. Располагалась она на окраине Корочи, Войсковой слободе. Вскоре рядом образовались еще два поселения Погореловка и Бехтеевка. Для переселенцев - черкас были предусмотрены льготы для ведения хозяйственной деятельности. После расформирования Екатериной II слободских казачьих полков, часть из них была преобразована в гусарские слободские полки, остальная часть  переведена в войсковых обывателей (неслужилое сословие).
Происхождение названия села Радьковка имеет несколько версий. «Раньше село называлось Ратьковка и волость соответственно Ратьковской. Предположительно название села произошло от Ратьского городища, которое существовало в 15-ти верстах на северо-восток от Курска при устье речушки Рати. Затем в 90-х годах 19-го века  в написании появляется буква «д» и с тех пор и до наших дней село называют Радьковкой»- пишет в своей книге « Прохоровка след в историю» Овчарова Н.И.
Литвинов А.И. Предполагал, что название происходит от украинского слова «рада», а не от русского слова «рать», со времен отдельных поселений, которые представляла собой Радьковка и собиравшихся руководителей поселений на советы - на «раду».
В 1808 году была возведена каменная церковь Святого вознесения, приход составлял 1556 душ.
По данным от 1858 года в Радьковской слободе насчитывалось 2275 жителей и 286 дворов крестьян, в 1890 году - 2359 жителя.
В мае-июле 1943 года, перед и во время Курской битвы, на построенном весной 1943 советском военном аэродроме в Радьковке 5-го иак 2-й воздушной армии СССР (командующий - генерал авиации Степан Красовский) никакой истребительный авиационный полк не базировался; аэродром был ложным.
Строительство аэродрома осуществила 5-я инженерно-минная бригада РГК (командир - подполковник В. Н. Столяров), маскировочная служба аэродромов 2-й ВА (начальник - майор В. И. Лукьянов) и мобилизованные местные жители (всего в Прохороском районе на строительство восьми аэродромов весной 1943 года было мобилизовано 1015 человек). На аэродроме находилась команда сапёров, которые передвигали установленные макеты самолётов в соответствии с направлением ветра, изготовляли, ремонтировали (после вражеских налётов), "маскировали" макеты, имитировали стартовую службу и "обжитость" аэродрома. На Радьковском аэродроме было сделано 8 самолётных-укрытий (капониров), построен километр ложной дороги, было установлено открыто 11-18 макетов самолётов, от 3 до 8 макетов автомашин, построены две наблюдательные вышки и три макета зенитных орудий.
После ВОВ аэродром был распахан и не сохранился.

## Население
| 2002 | 2010  |
| ---- | ----- |
| 1101 | ↘1024 |

## Достопримечательности
На территории с. Радьковка находятся следующие памятники архитектуры:
- Гимназия — построена в XIX веке. Выполнена из дерева, позже обложена кирпичом. Первоначально строилась как Радьковская церковно-приходская школа. В настоящее время в здании расположен спортивный зал Радьковской школы. Памятник регионального значения.
- Храм Вознесения Господня — построен в 1808 году. В 30-е годы XX века был закрыт. Богослужения возобновились в годы Великой Отечественной войны. В настоящее время является действующим храмом. Является памятником регионального значения.

## Известные жители и уроженцы
- Чернов, Георгий Герасимович (1916 — 1944) - участник Великой Отечественной войны, Герой Советского Союза. Его именем названы улица в посёлке и средняя школа. Перед зданием школы установлен бюст в его честь.
- Закопырин, Анатолий Николаевич (1931 — 2018) - Заслуженный строитель РСФСР, один из руководителей важнейших строек Сибири.